# La lista (romanzo)
La lista (The Brass Verdict) è un romanzo dello scrittore statunitense Michael Connelly, edito nel 2008. È il secondo romanzo con protagonista l'avvocato Mickey Haller.
Nel 2009 il libro ha vinto l'Anthony Award per il miglior romanzo

## Trama
L'avvocato Mickey Haller sta lentamente cercando di tornare a svolgere la sua attività, a quasi due anni da quando gli hanno sparato durante il caso Roulet. Un giorno viene improvvisamente convocato nell'ufficio del giudice Mary Townes Holder che gli comunica la morte del collega Jerry Vincent, trovato ucciso nella sua auto in un parcheggio sotterraneo, dal quale ha ereditato l'ufficio e tutti i casi ancora aperti. Uno di questi è la difesa di Walter Elliott, noto imprenditore cinematografico che viene accusato dell'omicidio della moglie e del suo amante. Elliott accetta di farsi difendere da Haller, a condizione di andare subito a processo senza rinvii perché vuole dimostrare la sua innocenza. In effetti, Haller non capisce tutta questa fretta e sospetta che Elliott abbia pagato una tangente a Vincent per corrompere uno dei giurati del processo. Haller deve muoversi su due fronti: da un lato il processo di Elliott, dall'altro l'omicidio di Vincent sul quale sta indagando il detective Harry Bosch.
Nonostante i noti contrasti tra avvocati e poliziotti, Haller si rende conto che l'unico modo per venire a capo dell'intera faccenda è collaborare con Bosch. I due si fronteggiano, la collaborazione non è facile e tutto lascia pensare che i casi di Vincent e Elliott siano collegati. Il processo sembra diretto verso la scarcerazione dell'imputato e il giurato sospettato viene espulso dal processo, ma si scopre che ha fornito generalità false, quindi non si può procedere al suo arresto in quanto irreperibile. Intanto Haller, grazie al suo investigatore Dennis "Cisco" Wojciechowski, scopre che Elliott ha effettivamente ucciso moglie e amante.
Quella stessa sera qualcuno attenta alla vita dell'avvocato, che viene salvato dall'intervento di Bosch e di alcuni agenti dell'FBI. L'attentatore si rivela essere proprio il giurato espulso, in realtà sicario al soldo del giudice Holder e di suo marito, che confesserà un grosso complotto che ha portato alla morte di Vincent, di cui lo stesso sicario sarebbe l'esecutore materiale. Elliott intanto è stato assassinato dai familiari dell'amante di sua moglie e Haller scoprirà il suo legame di sangue con Bosch.

## Opere derivate
Dal romanzo è stata tratta nel 2022 la serie televisiva Avvocato di difesa - The Lincoln Lawyer in cui il protagonista è interpretato da Manuel Garcia-Rulfo..

## Edizioni
- Michael Connelly, La lista, traduzione di Stefano Tettamanti e Giuliana Traverso, 1ª ed., collana NumeriPrimi, Piemme, 2008,  pp. 419, cap. 55, ISBN 978-88-6621-603-2.